# Wiley Interdisciplinary Reviews: Cognitive Science
Wiley Interdisciplinary Reviews: Cognitive Science ist eine wissenschaftliche Fachzeitschrift, in der Artikel zur Kognitionswissenschaftlichen Forschung erscheinen. Die Zeitschrift wurde 2010 gegründet und wird von John Wiley & Sons verlegt. Der Gründungs-Chefredakteur ist Lynn Nadel (University of Arizona).

## Indizierung
Die Zeitschrift ist indiziert in: Social Sciences Citation Index, Current Contents/Social & Behavioral Sciences, PsycINFO, und Scopus. Den Journal Citation Reports nach hatte die Zeitschrift 2013 ein Impact Factor von 1,413.